# Equisetum fluviatile
Equisetum fluviatile és una espècie perenne de planta vascular sense llavors (un pteridòfit) de la família Equisetaceae. Creix en colònies denses al llarg de cursos d'aigües dolces, o en aigües somes, basses, etc. Es molt rara als Països Catalans on només es coneix del Vallespir, la Vall d'Aran o la Cerdanya. Per això està inclosa com a espècie vulnerable a la llista d’espècies amenaçades en la RESOLUCIÓ AAM/732/2015, de 9 d'abril, per la qual es modifica el Catàleg de flora amenaçada de Catalunya
Rep diversos noms comuns, alguns compartits amb altres espècies d'equisets: cua de cavall, sangnua, trompera d'aigua, coua de cavall, salnua, trompera d'aigua.

## Característiques
Arriba a fer de 30 a 100 cm d'alt amb tiges erectes de 2–8 mm de diàmetre, llises amb uns 10-30 canals fins. Aquesta espècie d'equiset té la part buida central més gran d'entre les espècies del seu gènere, amb un 80% del diàmetre de la tija buit.
Les tiges fèrtils i les estèrils són d'aparença similar. Es reprodueix per espores i té rizomes vegetatius.
Els estròbils portadors d'espores són de color verd groguenc i fan 1-2 cm de llargada.

## Distribució
En l'Hemisferi nord temperat: Euràsia al centre i sud de la península Ibèrica, nord d'Itàlia, el Caucas, Xina, Corea i Japó, i a Amèrica del Nord.
De vegades es considera com una planta invasora, si es planta és millor plantar-la amb el seu rizoma dins un contenidor per evitar que s'estengui. Sovint se'l confon amb Equisetum palustre el qual és més voluminós.

## Usos
Tradicionalment s'ha usat a Europa i pels amerindis com a fregall degut al seu alt contingut en silici. Els brots joves de primavera són comestibles.
Segons Carl von Linné, els rens, rebutgen la palla com farratge però poden menjar aquest equiset que és més sucós.